# Wohn- und Wirtschaftsgebäude Driftsweg 6
Das Wohn- und Wirtschaftsgebäude Driftsweg 6 in der niedersächsischen Gemeinde Lübberstedt wurde Mitte des 19. Jahrhunderts gebaut. Aktuell (2025) wird es zum Wohnen genutzt.
Das Gebäude steht unter Denkmalschutz (siehe auch Liste der Baudenkmale in Lübberstedt).

## Geschichte und Beschreibung
Die Gemeinde Lübberstedt wurde erstmals 1105 erwähnt.
Das eingeschossige traufständige Gebäude als Zweiständer-Hallenhaus in Fachwerk mit Steinausfachungen, mit reetgedecktem Krüppelwalmdach und später verglaster Grooter Door, wurde 1841 (Inschrift) gebaut. Der Wohngiebel wurde massiv in Backstein erneuert.
Das Gebäude steht auf einem Hof mit nicht denkmalgeschütztem Nebengebäuden.
Das Landesdenkmalamt befand u. a.: „… regionstypisches Hallenhaus in Zweiständerkonstruktion … .“